# Chicago Fire Department
Chicago Fire Department (formellt: City of Chicago Fire Department), vanligen förkortat CFD är den lokala räddningstjänsten i den amerikanska storstaden Chicago i delstaten Illinois med ansvar för brandkår och ambulanssjukvård.
CFD är den numerärt näst största brandkåren i hela USA efter New York City Fire Department.

## Bakgrund
Yrkesbrandkåren för Chicago bildades 1858 och ersatte tidigare organisation med voluntärer. Många av CFD:s erfarenheter och traditioner härleds från Stora Chicagobranden 1871.

## Ledning och organisation

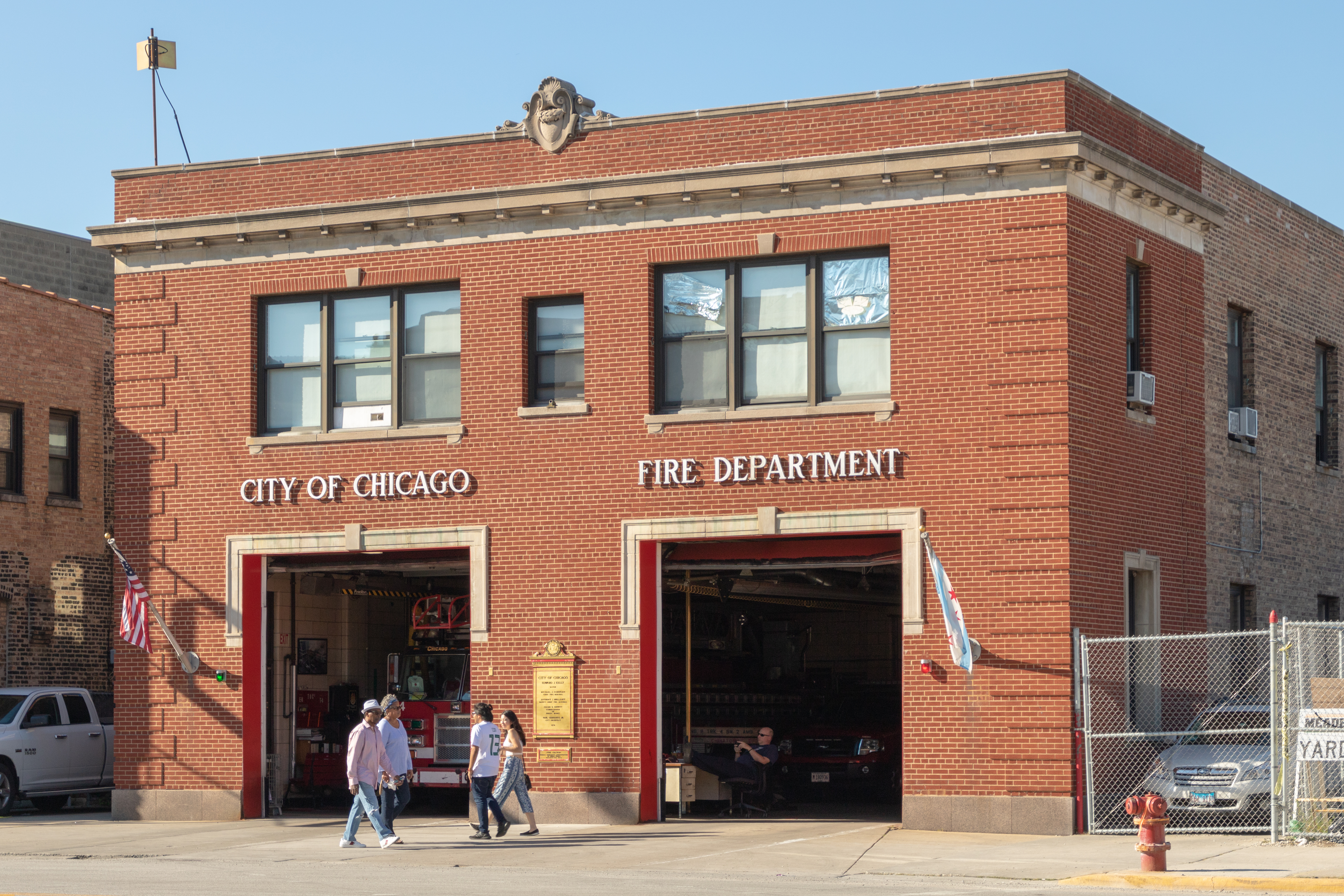
Brandstation E8 på 212 W Cermak Road, uppförd 1936.

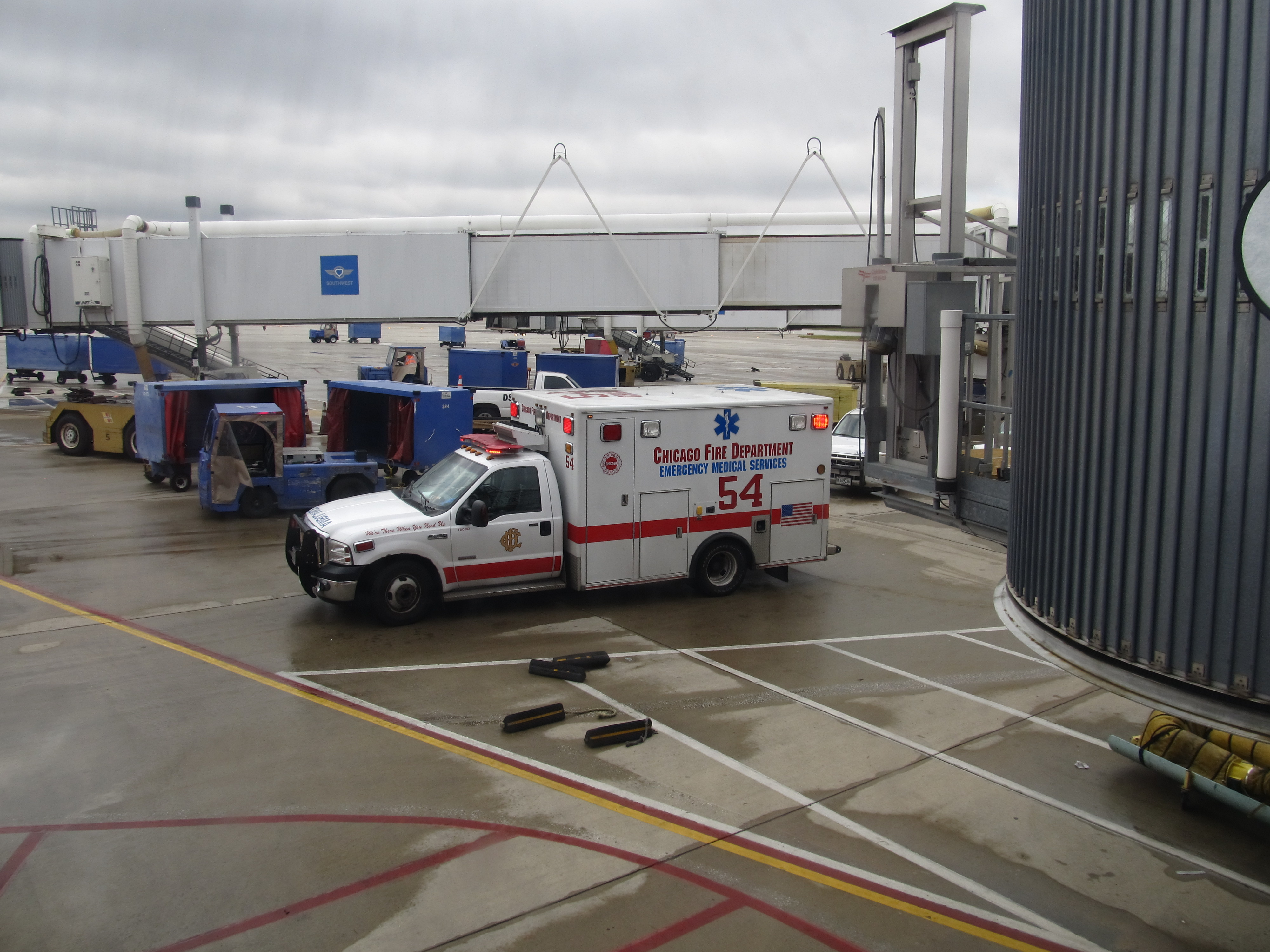
Ambulans på Chicago Midway International Airport 2013.

Högsta chefen för brandkåren (engelska: Fire Commissioner) utses av Chicagos borgmästare med godkännande av Chicagos stadsråd. CFD består av fyra byråer: 
- Bureau of Operations (operativ verksamhet)
- Bureau of Administrative Services (administrativa tjänster)
- Bureau of Logistics (logistik)
- Bureau of Fire Prevention (brandförebyggande)

Bureau of Operations är den största avdelningen och består av 4 500 brandmän och ambulansjukvårdare som sänd ut på över 500 000 larm årligen. CFD disponerar över 96 brandstationer, 150 brandbilar och 80 ambulanser. Därtill kommer flera specialfordon för urban sök och räddning, liksom 2 brandbåtar och 2 helikoptrar.

## Populärkultur
Chicagos brandkår har skildrats i flera olika verk. Långfilmen Eldstorm från 1991 i regi av Ron Howard är den mest kända. Från 2012 har TV-serien Chicago Fire för NBC kontinuerligt spelats in.